# Slavko Goluža
Slavko Goluža, né le 17 septembre 1971  à Stolac, est un joueur puis entraîneur croate de handball. En tant que joueur, il est notamment double champion olympique en 1996 et 2004 et une fois champion du monde. Il a ensuite été sélectionneur de l'équipe nationale de Croatie entre 2010 et 2015, succédant à Lino Cervar dont il était l'adjoint.

## Palmarès de joueur

### En clubs
compétitions internationales 
- Coupe des clubs champions
  - vainqueur (2) : 1992, 1993
  - finaliste en 1995, 1997, 1998 et 1999
- Coupe de l'EHF
  - vainqueur (1) : 2000

 compétitions nationales 
- Vainqueur du Championnat de Yougoslavie (1) : 1991
- Vainqueur du Championnat de Croatie (9) : 1992, 1993, 1994, 1995, 1996, 1997, 1998, 2005, 2006
- Vainqueur de la Coupe de Croatie (11) : 1991, 1992, 1993, 1994, 1995, 1996, 1997, 1998, 2001, 2002, 2005, 2006
- Vainqueur du Championnat de Hongrie (1) : 2004
- Vainqueur de la Coupe de Hongrie (1) : 2004

### Sélection nationale
Jeux olympiques
- Médaille d'or Jeux olympiques de 1996 à Atlanta,  États-Unis
- Médaille d'or Jeux olympiques de 2004 à Athènes,  Grèce

Championnat du monde
- Médaille d'or du Championnat du monde 2003,  Portugal
- Médaille d'argent du Championnat du monde 1995,  Islande
- Médaille d'argent du Championnat du monde 2005,  Tunisie

Championnat d'Europe
- Médaille de bronze Championnat d'Europe 1994,  Portugal

### Récompenses individuelles
- Élu handballeur croate de l'année en 2001

## Palmarès d'entraîneur

### En clubs
- Vainqueur du Championnat de Croatie (2) : 2013, 2017
- Vainqueur de la Coupe de Croatie (2) : 2013, 2017
- Vainqueur du Championnat de Slovaquie (2) : 2018, 2019
- Vainqueur de la Coupe de Slovaquie (?) : ?

### Sélection nationale
- Médaille de bronze Jeux olympiques de 2012 à Londres,  Royaume-Uni
- Médaille de bronze Championnat d'Europe 2012,  Serbie
- Médaille de bronze du Championnat du monde 2013,  Espagne

### Récompenses individuelles
- Élu entraîneur de handball croate de l'année en 2012, 2013, 2014